# 神田れいみ
神田 れいみ（かんだ れいみ、1993年4月11日 - ）は、日本のフリーアナウンサー。セントフォース所属。弟は俳優の神田穣。

## 来歴
埼玉県出身。慶應義塾大学総合政策学部を卒業。高校在学中に1年間ニューヨーク州バッファローへ留学した。
大学在学中の2013年にBSフジ第24期女子大生キャスターとなり、現在は千葉市の広報ラジオ番組『BAY MORNING GLORY』（ベイエフエム）で、2017年4月2日からディスクジョッキーを担当している。
2022年4月から流通経済大学非常勤講師に就任した。
日本舞踏を6歳からたしなみ、吾妻流の名取である。
2024年8月、結婚を発表した。

### 出演番組
- 関口宏の東京フレンドパーク ドラマ大集合SP!!（TBSテレビ、2017年1月 - 2021年1月）- 従業員[9][10]
- BAY MORNING GLORY（ベイエフエム、2017年4月2日 - ） - DJ[6]
- 加来耕三の「歴史あれこれ」（不定期放送） - アシスタント[3]
- 熱血解剖! Bリーグ→熱血バスケ（NHK BS1、2017年11月6日 - ） - MC[11]
- ビジネスレポートNEO（テレビ東京） - ビジ☆ナビとして不定期出演[12]

### 出演（YouTube）
- ミスターパーフェクト槙原

元読売ジャイアンツ投手 槙原寛己氏のYouTubeチャンネルのアシスタント（2022年7月14日配信分より）

## 過去の出演番組
- BSフジNEWS（BSフジ、2013年2月19日 - 2013年9月24日）- 女子大生キャスター[13]
- スポナビライブNEWS（スポナビライブ） - アシスタント[3]
- ぶちまけ!スポーツトークライブ（スポナビライブ） - アシスタント[3]
- 横浜DeNAベイスターズ公式戦中継（スポナビライブ） - レポーター[3]